# 73819 Isaootuki
73819 Isaootuki è un asteroide della fascia principale. Scoperto nel 1995, presenta un'orbita caratterizzata da un semiasse maggiore pari a 2,4016234 UA e da un'eccentricità di 0,1448338, inclinata di 3,01922° rispetto all'eclittica.